# Curva de Lévy
Em matemática a Curva de Lévy, também conhecido como Curva C, é um fractal autossimilar descrito primeiramente pelo matemático italiano Ernesto Cesàro, porém leva o nome do matemático francês Paul Pierre Lévy, o qual representou e forneceu o modelo de construção deste fractal que se classifica na mesma ordem da Curva de Koch.
Sua construção pode ser obtida por vários processos, os mais usados são o L system, ou sistema de Lindenmayer, e o sistema de função iterada (IFS Iterated Function System). Basicamente sua forma de construir parte de um segmento de reta, onde na primeira iteração é transformado em um triângulo isósceles, na segunda iteração retira-se a hipotenusa, na próxima iteração o os lados do triângulo servirão para a construção de dois novos triângulos retângulos.

iterações do Curva de Lévy

O fator de redução obedece a sequência {\displaystyle 2^{n/2}}. A dimensão fractal pode ser obtida através do seguinte raciocinio, partimos de um segmento que é dividido em 2 linhas idênticas, onde temos o fator da sequência  {\displaystyle 2^{n/2}}, ou √2, assim 
temos log{2}/log{√2}=2, já a dimensão Hausdorff das fronteiras deste fractal se aproximam do valor 1,934007183.